# Кусиро (болото)
Кусиро (яп. 釧路湿原 кусиро-сицугэн) — крупнейшее болото в Японии, расположено в низовьях одноимённой реки в префектуре Хоккайдо (округ Кусиро).
Площадь болота составляет 180 км² (183, 190 или 270 км²). Оно было признано рамсарским угодьем в 1980 и национальным парком в 1987 году. Более 80 % территории состоит из низинных торфяных болот, на которых растут камыш, осока и ольха. Начавшиеся в XIX веке вырубка лесов в верховьях реки, добыча угля, отвод воды для сельского хозяйства и дренаж привели к частичному разрушению болотной экосистемы и потере биологического разнообразия. В начале XXI века были предприняты меры по восстановлению болотной экосистемы, включая речные меандры.
В период примерно с 8000 до 4000 года до н. э. на месте нынешнего болота был крупный морской залив. После этого, вплоть до ок. 2000 года до н. э., море постепенно отступало, и на том месте накапливались земля и песок, а с 1000 года до н. э. — и торф. Около 1000 года до н. э. болото приняло близкий к сегодняшнему вид. Сегодня Кусиро является закустаренным травяным болотом.
На болоте произрастает около 600 видов растений и обитают 26 видов млекопитающих и 170 видов птиц.
Сохранением болот занимается Международный центр болот Кусиро (англ.  Kushiro International Wetland Centre).